# BFC Preussen
Der BFC Preussen (offiziell Berliner Fußballclub Preussen e. V.) ist ein Berliner Sportverein, der heute Abteilungen in Fußball, Futsal, Handball, Volleyball, Leichtathletik und Gymnastik besitzt. Historisch bedeutend war die Eishockeyabteilung des Vereins, die ab 1983 zusammen mit dem Berliner Schlittschuhclub den BSC Preussen bildete.

## Fußball
1894 wurde von Schülern des Friedrich-Wilhelm-Gymnasiums erst ein Fußballclub Friedrich-Wilhelm gegründet, der sich um Konflikte zu vermeiden als BFC Preussen neugründete und im selben Jahr schon die ersten Spiele durchführte.

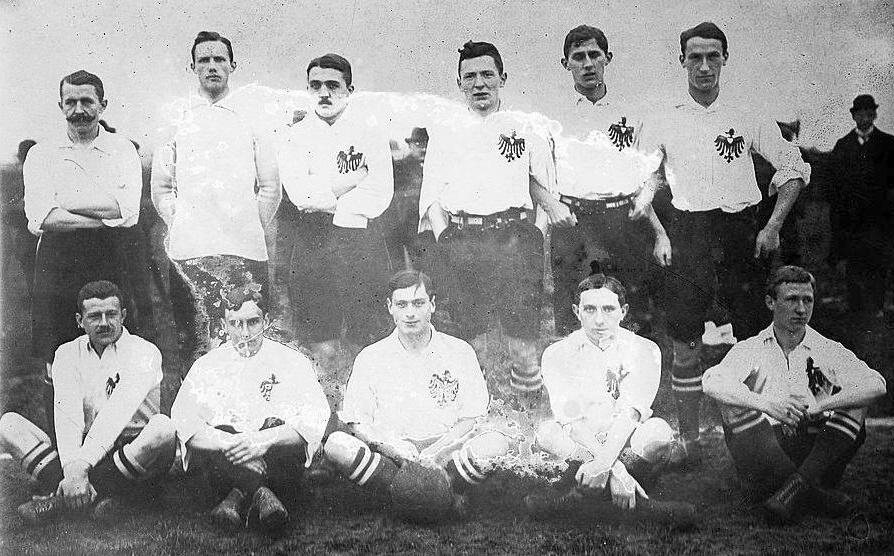
Die Spieler des BFC Preussen, ca. 1912

1897 war der BFC einer der Gründungsmitglieder im Verband Deutscher Ballspielvereine (VDB), später umbenannt in Verband Berliner Ballspielvereine (VBB). Vor dem Ersten Weltkrieg konnten die Berliner Meisterschaften 1899, 1900, 1901, 1910 und 1912 und zusätzlich die Vizemeisterschaft 1905 und 1906 erreicht werden. Im März 1901 gelang dem BFC Preussen mit 8:3 über die Surrey Wanderers der erste Sieg einer deutschen Mannschaft über einen Club aus England. 1909 fand unter Besuch des Kronprinzenehepaars ein Freundschaftsspiel gegen Newcastle United statt.
Bis 1933 spielte der BFC Preussen durchgängig in der obersten Spielklasse von Berlin, wenngleich zumeist im Mittelfeld der Tabelle. Da sich der Verein einem rigorosen Amateurismus verschrieben hatte, konnte der Anschluss an die Spitzenteams nicht gehalten werden. Dennoch baute der Verein Mitte der Zwanziger Jahre ein eigenes Fußballstadion auf dem Tempelhofer Feld. Bedeutsame Spiele fanden in diesem jedoch in der Regel ohne den BFC Preussen statt. 1933 konnte man sich nicht für die neue erstklassige Gauliga qualifizieren. Ab 1932 hatte der Verein bereits eine eigene Sportabteilung der SA, sodass man vom beginnenden Nationalsozialismus profitierte. Im Preussen-Stadion fanden am Tag der Arbeit 1933 und 1934 mit Spielen des BFC Preussen gegen eine Kieler Marine-Auswahl bzw. die Elf der 1. Torpedoboot-Halbflottile G8 Swinemünde die einzigen an diesem Tag erlaubten Sportveranstaltungen statt. Außerdem wurde das Preussen-Stadion am 20. August 1933 zum Austragungsort des ersten SA-Massensportfestes, an dem sich 6000 NS-Sportler beteiligten. Mit Beschluss zum Ausbau des Flughafens Tempelhof musste das Preussen-Stadion weichen und der BFC Preussen erhielt 1938 das Preussenstadion in Lankwitz, in dem man bis heute beheimatet ist.
Nach dem Zweiten Weltkrieg konnte der BFC erst 1949 wiedergegründet werden. 1970 gelang der Wiederaufstieg in die Berliner Amateurliga und 1972 der Aufstieg in die Regionalliga Berlin. 1974 wurde unglücklich die Qualifikation für die neue Amateur-Oberliga Berlin verpasst, in die der BFC Preussen allerdings 1975 mit dem Erreichen der Amateurligameisterschaft aufstieg. In den späten 1970er und frühen 1980er Jahren gehörte der Klub zu den stärksten in West-Berlin. 1977, 1980 und 1981 belegte der Verein in der Oberliga den ersten Rang, was neben dem Gewinn der Berliner Fußballmeisterschaft auch die Teilnahme an den Aufstiegsspielen zur zweiten Bundesliga bedeutete. Jedoch verpassten die Preussen jeweils den Aufstieg. Zudem konnte 1978 und 1979 die Vizemeisterschaft in der Oberliga sowie zwischen 1978 und 1981 viermal in Folge das Finale des Paul-Rusch-Pokals erreicht werden, wobei der BFC dreimal als Sieger den Platz verließ.
1991 wurde die Oberliga Berlin aufgelöst und die Vereine in die neue NOFV-Oberliga eingegliedert. Diese Spielklasse konnte aber nur ein Jahr gehalten werden, und 1992 war der BFC Gründungsmitglied der neuen Verbandsliga Berlin. Auch hier musste man zwei zeitweilige Abstiege (1993 und 1999) verkraften, bevor 2005 mit dem erneuten Erreichen des Berliner Meistertitels der Aufstieg in die – viertklassige – Oberliga Nord-Ost/Nord gelang. In der Saison 2008/09 spielten die Preussen, durch die Einführung der neuen 3. Liga, in der nun fünftklassigen Oberliga Nordost. Dort konnte der Verein aber die Klasse nicht halten und spielte ab der Spielzeit 2009/10 in der Berlin-Liga. Nach zwei Jahren in der Berlin-Liga stieg der Verein am Ende der Saison 2011/12 in die Landesliga Berlin ab. Zu Beginn der Saison 2014/15 konnte mit dem ehemaligen Bundesliga-Profi Andreas Neuendorf ein namhafter Trainer verpflichtet werden; unter Neuendorfs Leitung setzte sich die Mannschaft schon früh in der Saison vom Rest des Feldes ab und kehrte als Landesliga-Meister in die Berlin-Liga zurück. Durch einen 3:2-Erfolg nach Verlängerung gegen den SC Staaken erreichte der Verein 2016 das Endspiel des Berliner-Landespokals, das mit 1:0 gegen den SV Lichtenberg 47 gewonnen wurde. Damit gelang die Qualifikation für den DFB-Pokal 2016/17, in dem man in der 1. Runde dem 1. FC Köln unterlag. In der Saison 2018/19 folgte der erneute Abstieg aus der Berlin-Liga. Als Zweiter ihrer Landesligastaffel und Gewinner der Relegation glückte in der Saison 2021/22 erneut die Rückkehr in die Berlin-Liga. Zwei weitere Jahre später stiegen die Preussen 2024 als Berliner Meister wieder in die Oberliga auf. Ein Jahr später gelang der Durchmarsch in die Regionalliga Nordost.
In der ewigen Tabelle der Berlin-Liga belegt der BFC Preussen den 3. Platz.
Ab 1902 war der spätere DFB-Präsident Felix Linnemann Mitglied des Vereins, dessen Geschicke er ab 1906 als Vorstandsmitglied gestaltete. Mindestens bis zum 50. Jubiläum im Mai 1944 gehörte er dem Klub an.

### Sportliche Erfolge
- Deutsche Fußballmeisterschaft
  - Viertelfinale der Endrunde um die Deutsche Meisterschaft: 1912
- Deutsche Amateurmeisterschaft
  - Halbfinale: 1977
- Oberliga Nordost
  - Meister (Staffel Nord): 2025
- Berliner Fußballmeisterschaft
  - Meister: 1899, 1900, 1901, 1910, 1912, 1977, 1980, 1981, 2005, 2024
  - Vizemeister: 1898, 1905, 1906, 1907, 1909, 1911, 1921, 1978, 1979, 2001
  - Dritter: 1916, 1918, 1919, 1998, 2004

Bis 1911 Teilnahme an der Meisterschaft des Verbands Berliner Ballspielvereine.
- Berliner Fußballpokal
  - Sieger: 1979, 1980, 1981, 2016
  - Finalist: 1976, 1978, 1988

### Trainer
- Andreas Neuendorf: von 7/2014 bis 6/2015
- Guido Spork: von 7/2015 bis 10/2015
- Thomas Häßler: von 8/2019 bis 8/2022

### Nationalspieler
- Edwin Dutton
- Erich Massini
- Gustav Unfried
- Rudolf Droz
- Walter Sorkale
- Otto Thiel
- Otto Völker
- Oliver Pötschke

### Weitere Personen und Spieler
- Gerd Achterberg
- Uwe Brunn
- Christoph Dabrowski
- Christian Herrmann
- Daoud Iraqi
- Taygun Kuru
- Andreas Neuendorf
- Momar Njie
- Vincent Rabiega
- Stephan Schmidt
- Michael Sziedat

### Spielstätten

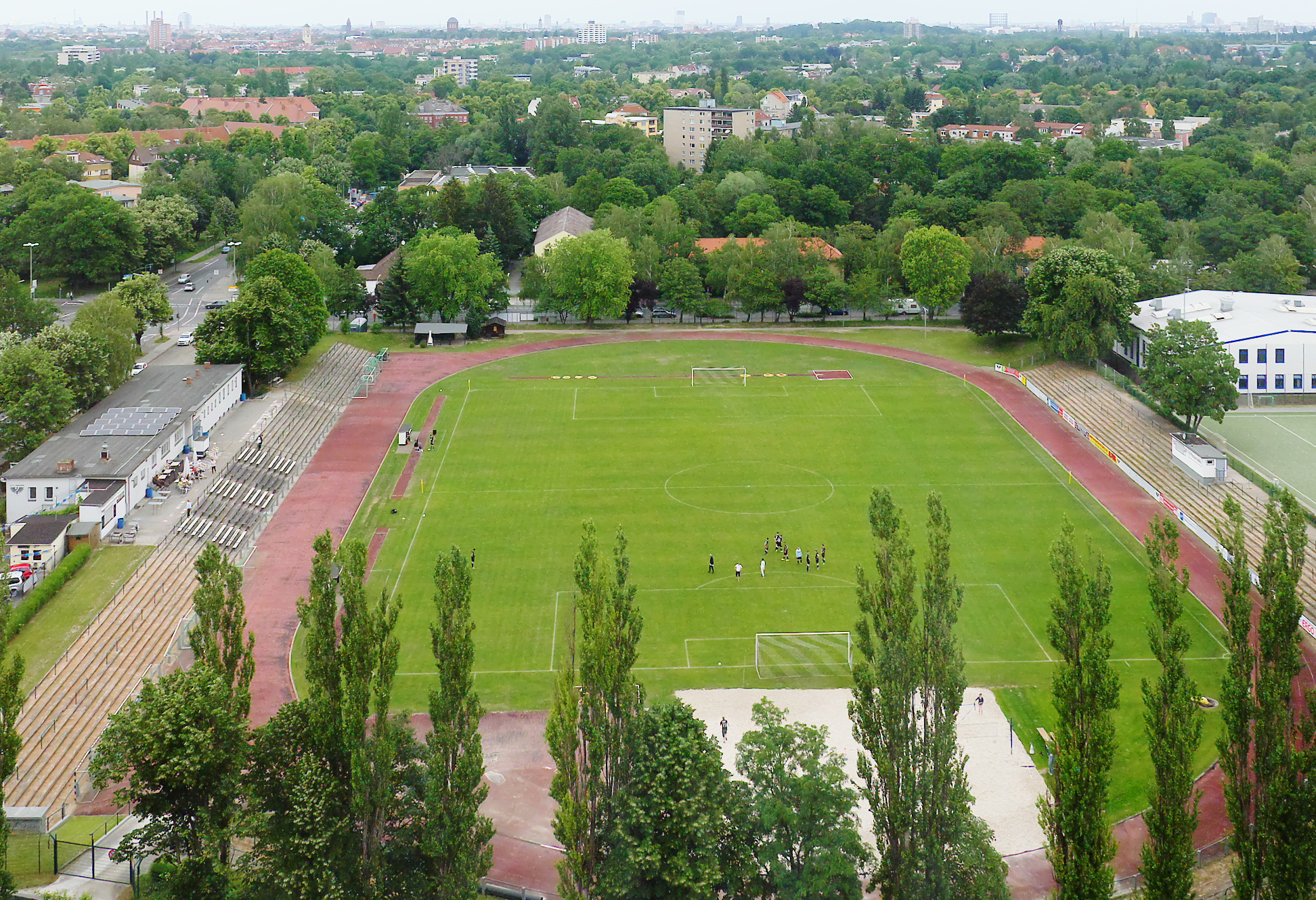
Preussenstadion

Der BFC Preussen spielte in seiner Historie in folgenden Stadien.
- 1894–1900 Tempelhofer Feld
- 1900–1903 Athletik-Sportplatz in Charlottenburg
- 1903–1913 Sportplatz am Teltowkanal in Tempelhof
- 1913–1924 Sportplatz an der Kaiserstraße in Mariendorf
- 1924–1936 Hauptkampfbahn Tempelhofer Feld („Preussen-Platz“)
- 1936–1938 Blau-Weiß-Platz an der Rathausstraße in Mariendorf
- seit 1938 Preussenstadion an der Malteserstraße in Lankwitz

### Saisonüberblick seit 1970
| Spielzeit | Liga (Spielklasse)       | Platz |
| --------- | ------------------------ | ----- |
| 1970/71   | Amateurliga Berlin (III) | 03.   |
| 1971/72   | Amateurliga Berlin (III) | 01.   |
| 1972/73   | Regionalliga Berlin (II) | 11.   |
| 1973/74   | Regionalliga Berlin (II) | 11.   |
| 1974/75   | Amateurliga Berlin (IV)  | 01.   |
| 1975/76   | Oberliga Berlin (III)    | 07.   |
| 1976/77   | Oberliga Berlin (III)    | 01.   |
| 1977/78   | Oberliga Berlin (III)    | 02.   |
| 1978/79   | Oberliga Berlin (III)    | 02.   |
| 1979/80   | Oberliga Berlin (III)    | 01.   |
| 1980/81   | Oberliga Berlin (III)    | 01.   |
| 1981/82   | Oberliga Berlin (III)    | 04.   |
| 1982/83   | Oberliga Berlin (III)    | 05.   |
| 1983/84   | Oberliga Berlin (III)    | 08.   |
| 1984/85   | Oberliga Berlin (III)    | 14.   |
| 1985/86   | Oberliga Berlin (III)    | 05.   |
| 1986/87   | Oberliga Berlin (III)    | 09.   |
| 1987/88   | Oberliga Berlin (III)    | 11.   |
| 1988/89   | Oberliga Berlin (III)    | 10.   |
| 1989/90   | Oberliga Berlin (III)    | 14.   |

| Spielzeit | Liga (Spielklasse)          | Platz |
| --------- | --------------------------- | ----- |
| 1990/91   | Oberliga Berlin (III)       | 10.   |
| 1991/92   | NOFV-Oberliga Nord (III)    | 16.   |
| 1992/93   | Verbandsliga Berlin (IV)    | 14.   |
| 1993/94   | Landesliga – Staffel 2 (V)  | 01.   |
| 1994/95   | Verbandsliga Berlin (V)     | 12.   |
| 1995/96   | Verbandsliga Berlin (V)     | 12.   |
| 1996/97   | Verbandsliga Berlin (V)     | 12.   |
| 1997/98   | Verbandsliga Berlin (V)     | 03.   |
| 1998/99   | Verbandsliga Berlin (V)     | 16.   |
| 1999/2000 | Landesliga – Staffel 1 (VI) | 02.   |
| 2000/01   | Verbandsliga Berlin (V)     | 02.   |
| 2001/02   | Verbandsliga Berlin (V)     | 08.   |
| 2002/03   | Verbandsliga Berlin (V)     | 05.   |
| 2003/04   | Verbandsliga Berlin (V)     | 03.   |
| 2004/05   | Verbandsliga Berlin (V)     | 01.   |
| 2005/06   | NOFV-Oberliga Nord (IV)     | 11.   |
| 2006/07   | NOFV-Oberliga Nord (IV)     | 08.   |
| 2007/08   | NOFV-Oberliga Nord (IV)     | 13.   |
| 2008/09   | NOFV-Oberliga Nord (V)      | 15.   |
| 2009/10   | Berlin-Liga (VI)            | 12.   |

| Spielzeit | Liga (Spielklasse)           | Platz |
| --------- | ---------------------------- | ----- |
| 2010/11   | Berlin-Liga (VI)             | 15.   |
| 2011/12   | Berlin-Liga (VI)             | 18.   |
| 2012/13   | Landesliga – Staffel 2 (VII) | 10.   |
| 2013/14   | Landesliga – Staffel 1 (VII) | 03.   |
| 2014/15   | Landesliga – Staffel 1 (VII) | 01.   |
| 2015/16   | Berlin-Liga (VI)             | 05.   |
| 2016/17   | Berlin-Liga (VI)             | 08.   |
| 2017/18   | Berlin-Liga (VI)             | 11.   |
| 2018/19   | Berlin-Liga (VI)             | 16.   |
| 2019/20   | Landesliga – Staffel 1 (VII) | 03.   |
| 2020/21   | Landesliga – Staffel 1 (VII) | 02.   |
| 2021/22   | Landesliga – Staffel 1 (VII) | 02.   |
| 2022/23   | Berlin-Liga (VI)             | 13.   |
| 2023/24   | Berlin-Liga (VI)             | 01.   |
| 2024/25   | NOFV-Oberliga Nord (V)       | 01.   |
| 2025/26   | Regionalliga Nordost (IV)    |       |

### Futsal
Seit 2016 spielt die Futsalmannschaft des BFC Preussen in der erstklassigen NOFV-Futsal-Liga. Das Team trat unter dem Namen achtzehnvierundneunzig an, was einen Verweis auf das Gründungsjahr des Vereins darstellte. In der Saison 2017/18 wurde das Team Vizemeister hinter dem VfL 05 Hohenstein-Ernstthal und qualifizierte sich für die Deutsche Futsal-Meisterschaft 2018. Ab der Saison 2019/20 spielt die Futsalmannschaft unter der Bezeichnung 1894 Futsal Berlin. Im Jahr 2021 war der Verein Gründungsmitglied der Futsal-Bundesliga, zog sich aber aufgrund finanzieller Schwierigkeiten schon nach zwei Spieltagen aus dem neu geschaffenen Oberhaus des DFB zurück.

## Eishockey
Neben dem Berliner Schlittschuhclub (BSchC) und dem SC Charlottenburg war der BFC Preussen Anfang des 20. Jahrhunderts einer der Pioniervereine im deutschen Eishockey. Zwei der ersten Berliner Meisterschaften wurden 1911 und 1912 jeweils gegen den BSchC gewonnen. 1928 und 1940 nahm die Mannschaft an der Endrunde um die deutsche Meisterschaft teil. Bei der ersten Teilnahme wurde man Dritter, während man beim zweiten Mal in einer Kriegsspielgemeinschaft mit den Zehlendorfer Wespen in der Vorrunde ausschied.
Nach dem Zweiten Weltkrieg wurde die Abteilung 1954 wieder reaktiviert. Sie verpasste 1958/59 in einer Eishockeygemeinschaft mit dem SC Brandenburg Berlin unter dem Namen EG Brandenburg-Preussen Berlin den Aufstieg in die zweitklassige Oberliga – auf ein kurzfristig mögliches Nachrücken verzichtete man. 1960/61 verpasste der der BFC Preussen den Aufstieg in die zweitklassige Oberliga, spielte dann aber 1961/62 in der neu eingeführten Gruppenliga, der dritten bundesweiten übergreifenden Ligenstufe (spätere Regionalliga). 1968 stieg die Mannschaft in die Oberliga Nord auf und qualifizierte sich bereits zwei Jahre später für die Aufstiegsrelegation zur Bundesliga.
1971 wurde die Eishockeymannschaft des BFC Preussen aufgelöst und die besten Spieler schlossen sich (ebenso wie die aufgelöste Eishockeyabteilung von Hertha BSC) dem Berliner Schlittschuhclub an. Vier Jahre später kam es durch den Zusammenschluss von FASS Berlin mit dem EHC Nord Berlin zu einer Neugründung der Eishockeyabteilung beim BFC Preussen, die ab der Saison 1975/76 in der Oberliga Nord startete. Nach der Vorrunde der Saison 1977/78 verzichtete die Mannschaft auf die Teilnahme an der Qualifikationsrunde zur Oberliga Nord und stieg damit automatisch in die Regionalliga Nord ab. In der Folgesaison gelang der Wiederaufstieg in die Oberliga, wo die Preussen bis 1983 spielten. Der Verein war dabei aber wenig erfolgreich und belegte drei Mal hintereinander nach der Vorrunde den letzten Platz.
In der Saison 1982/83 gelang dem BFC allerdings der Aufstieg in die 2. Bundesliga. Danach wurde der Eishockeysport beim BFC Preussen allerdings eingestellt und die Abteilung schloss sich mit der Eishockeyabteilung des Berliner Schlittschuhclubs zum BSC Preussen zusammen, der in der Saison 1983/84 dann in der 2. Liga startete.
Siehe auch: Eishockey in Berlin

## Handball
Die Handballabteilung wurde 1927 in den Verein aufgenommen. Nach der Wiedergründung des Vereins 1949 wurde 1952 die Handballabteilung wieder aktiviert, die 1962 durch den Austritt der Seniorenmannschaften aus dem Verein nach Differenzen mit dem Gesamtverein einen Rückschlag erlitt. 1980 auf 1981 scheiterte der Versuch, in Zusammenarbeit mit anderen Berliner Vereinen im Süden von Berlin ein Handballleistungszentrum aufzubauen, wobei bis zur Saison 1987/88 der BFC weiter mit dem HC Steglitz zusammenarbeitete. Im Sommer 1989 gelang dem BFC bei seinem alljährlich stattfindenden Pokalturnier – dem Internationalen Preussen Juniors Cup – die Teilnahme der Jugend von Granitas Kaunas aus Litauen, dem im Sommer 1990 ein Gegenbesuch der Mannschaft des BFC in Litauen folgte. Nachdem 1997 erstmals der Aufstieg in die Oberliga Berlin erreicht wurde, gelang 1999 mit dem Erreichen des Berliner Meistertitels der Aufstieg in die Regionalliga Nord-Ost, die zwar sportlich gehalten werden konnte – aber aufgrund des Ausscheidens des TuS Lichterfelde aus der Spielgemeinschaft nicht mehr zu finanzieren war. Seit der Saison 2001/02 nahm die erste Seniorenmannschaft des BFC an der Berlin-Brandenburg-Liga teil. Ab der Saison 2007/08 spielte die 1. Männermannschaft in der Regionalliga Nord-Ost. In der Saison 2009/10 gelang die Qualifikation für die 3. Liga, in der der Verein schon vor Saisonende als Letztplatzierter feststand.

## Rugby
Eine Rugby-Abteilung wurde 1923 von Hans Müller und dem aus Heidelberg stammenden Kohlhammer gegründet. Bereits 1924 konnten die Preußen den Berliner Meistertitel erringen. 1928 trat die komplette Eishockey-Mannschaft der Rugby-Abteilung bei. Allerdings begründeten einige „Preußen“, die in Karlshorst ansässig sind, am 1. Januar 1929 dort eine neue Rugby-Abteilung beim Karlshorster Sport-Verein. 1930 verzichtete die Mannschaft aus Mangel an Spielern am Spielverkehr in der B-Staffel.
BFC-Mitglied Theodor Freud war 1924 und 1925 Präsident des Deutschen Rugby-Fußball Verbandes.